# Electrocombustible

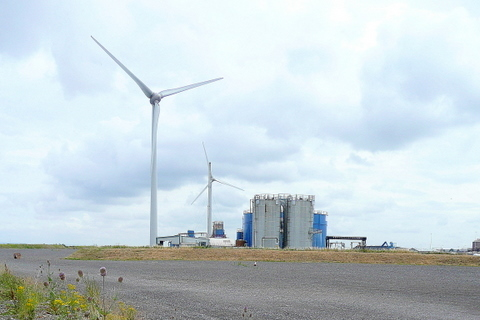
Los electrocombustibles de energías renovables se han propuesto como alternativa neutra en carbono a los combustibles fósiles.

Los electrocombustibles, también conocidos como electrocarburantes o con el anglicismo e-fuels, son una clase emergente de combustibles sintéticos neutros en carbono que se fabrican almacenando la energía eléctrica de fuentes renovables en los enlaces químicos de combustibles líquidos o gaseosos.
Los objetivos principales son la síntesis de butanol, biodiésel e hidrógeno, pero también se incluyen otros alcoholes y gases que contienen carbono, como el metano y el butano. Estos tipos de combustibles avanzados se producen generalmente a partir de dióxido de carbono (obtenido principalmente de fuentes biológicas o potencialmente de emisiones industriales) junto con hidrógeno que se obtiene de la electrólisis del agua utilizando electricidad de fuentes de energía renovable. El término «electrocombustible» hace referencia al proceso utilizado para su generación. 
Los electrocombustibles forman parte de las alternativas a los combustibles fósiles en el transporte. Frente a la mayoría de esas otras alternativas, estos combustibles presentan la ventaja de que se pueden utilizar en los vehículos convencionales actuales, sin necesidad de adaptar el motor. Otros usos que también podrían tener los electrocombustibles son el almacenamiento y posterior generación de energía eléctrica. 

## Investigación
La primera conferencia sobre electrocombustibles, patrocinada por el Instituto Americano de Ingenieros Químicos, se celebró en Providence (EE. UU.), en noviembre de 2011.[cita requerida] En esa conferencia, el director Eric Toone declaró que "A los dieciocho meses del programa, sabemos que funcionan. Necesitamos saber si podemos hacerlos importantes". Varios grupos están más allá de la prueba de principios, y están trabajando para aumentar la escala de los electrocombustibles de manera económica y eficiente.
Los electrocombustibles tienen el potencial de ser innovaciones energéticas disruptivas si pueden ser más baratos que los combustibles de petróleo y si las materias primas químicas producidas por electrosíntesis pueden ser más baratas que las refinadas a partir del petróleo crudo. También tienen un gran potencial para alterar el panorama de la energía renovable, ya que los electrocombustibles permiten que las energías renovables de todas las fuentes se almacenen convenientemente como combustibles líquidos. 
Hacia finales de 2020, la alemana Porsche anunció su inversión en electrocombustibles, incluido el proyecto Haru Oni en Chile, que crea metanol sintético a partir de energía eólica.[cita requerida] En 2023 esta instalación puede producir con éxito 34.340 galones al año, con aplicaciones comerciales más adelante.[cita requerida] En 2021, Audi anunció que estaba trabajando en proyectos de e-diésel y e-gasolina.[cita requerida] Paralelamente, a empresa británica Zero ha desarrollado un proceso que denomina "petrosíntesis" para crear combustible sostenible y ha establecido una planta de desarrollo.[cita requerida]

## Potencia a X
Los procesos de conversión de electricidad y energías renovables variables para producir electrocombustibles dependen primariamente de tecnologías de potencia a X (PtX o P2X) y vías de producción, como potencia a gas (PtG o P2̩G) y potencia a líquido (PtL o P2L) entre otras.  
La conversión de potencia a X (PtX) es una variedad de vías de conversión de electricidad, almacenamiento de energía y reconversión que utilizan el exceso de energía eléctrica, típicamente durante los períodos en que la generación de energía renovable excede la capacidad de carga. Las tecnologías de conversión de PtX permiten desacoplar la energía del sector eléctrico para utilizarla en otros sectores (como el transporte o los productos químicos), posiblemente utilizando la energía que se ha proporcionado por inversiones adicionales en generación de electricidad utilizando energías renovables.
La X en la terminología puede referirse a uno de los siguientes productos: amoníaco, combustible, gas, hidrógeno, metano, alimentos, gas natural sintético, otros productos químicos y energía. Los sistemas de PtX que utilizan la energía excedente se incluyen en la categoría de medidas de flexibilidad y son especialmente útiles en los sistemas energéticos con una elevada proporción de generación renovable y con fuertes objetivos de descarbonización.

### Potencia a líquido
El concepto de potencia a líquido (también PtL) se basa en la conversión de energía renovable en combustibles líquidos y productos químicos como el metanol, el amoníaco y los productos Fischer-Tropsch (FT). Estos líquidos ofrecen la alta densidad de energía que se requiere para aviones, barcos y otras aplicaciones con una gran demanda de energía y la necesidad de recorrer largas distancias. El transporte a larga distancia y el comercio mundial de productos de PtL son un componente vital para la integración continua de la electricidad renovable en el sistema energético y las industrias.

### Potencia a gas
La conversión de electricidad en gas (también PtG) es una tecnología que utiliza la energía eléctrica para producir un combustible gaseoso. La mayoría de los sistemas PtG utilizan la electrólisis del agua para producir hidrógeno, que puede utilizarse directamente, o bien otros pasos (conocidos como sistemas P2G de dos etapas) pueden convertir el hidrógeno en gas de síntesis o metano. El gas puede utilizarse como materia prima química o convertirse de nuevo en electricidad usando generadores convencionales como las turbinas de gas. El PtG permite que la energía de la electricidad sea almacenada y transportada en forma de gas comprimido, a menudo utilizando la infraestructura existente para el transporte y almacenaje a largo plazo del gas natural. La PtG se considera a veces la tecnología más prometedora para el almacenaje de energía renovable estacional.

### Almacenamiento de energía eléctrica
El almacenamiento consiste en la captura de la energía eléctrica generada en un momento determinado para su uso en un momento posterior, e implica convertir la electricidad en formas de energía más convenientes o económicamente almacenables. Aunque el rendimiento de conversión de carga y descarga es menor que con las baterías y la electrólisis, el almacenamiento de los combustibles es relativamente económico y apenas presentan autodescarga. Esto significa que se pueden almacenar grandes cantidades de energía durante largos períodos de tiempo con escasas pérdidas de energía, lo que es ideal para el almacenamiento estacional. Esto podría ser particularmente útil para sistemas con alta penetración de energías renovables, ya que muchas zonas cuentan con una importante variabilidad estacional en la generación de electricidad solar, eólica e hidroeléctrica.

## Vías de Producción
Para la producción de electrocombustibles a base de carbono, se necesitan la electricidad y el dióxido de carbono. Durante la electrólisis, la electricidad se utiliza para dividir el agua en oxígeno e hidrógeno. El hidrógeno producido por electrólisis se utiliza como tal o se combina con el carbono, para formar hidrocarburos gaseosos o líquidos mediante procesos de síntesis. Dependiendo del producto deseado, estos procesos utilizan diferentes catalizadores para producir un cierto electrocombustible. 
La sostenibilidad y, en particular, el potencial de reducción de las emisiones de gases de efecto invernadero de los electrocombustibles están determinados por el origen de la electricidad y el carbono. El uso de electricidad excedente y renovable o de carbono biogénico aumenta la sostenibilidad.
Los electrocombustibles se clasifican basándose en las diferentes fuentes de carbono:
- Electrocombustibles de origen no biogénico: El CO2, que se habría emitido por ejemplo a través de la quema de combustibles fósiles, es capturado y reutilizado.
- Electrocombustibles basados en la biomasa: El CO2 del procesamiento de la biomasa, como la fermentación, la digestión anaeróbica, la gasificación o la combustión, es capturado y reutilizado.
- Captura directa de aire (DAC): El CO2 es capturado directamente del aire y reutilizado.

## Aplicaciones
Dado que el término electrocombustibles se refiere a varios tipos de combustibles, pueden utilizarse de manera versátil. El uso de combustibles líquidos tiene una mayor demanda en el mercado en comparación con los combustibles gaseosos, debido a que los requisitos de transporte y almacenamiento son relativamente más fáciles de cumplir. Una de las principales aplicaciones es el sector del transporte.  
Para el transporte terrestre, los electrocombustibles podrían utilizarse como combustibles en diferentes tipos de vehículos, como FT-combustibles de entrega inmediata en vehículos convencionales, el metano o el metanol en vehículos adaptados y el hidrógeno en vehículos de pila de combustible o en vehículos de carga pesada. También se pueden utilizar en la aviación, mediante la mezcla o la dependencia del amoníaco, o en el transporte marítimo, como el hidrógeno o el gas natural licuado para viajes cortos. 
Además del sector del transporte, hay otras aplicaciones, como la industria, los edificios y la energía. Una posible forma de facilitar el uso de los electrocombustibles es la inyección de hidrógeno a la red de gas, puro o mezclado con gas natural o metano, debido a la compatibilidad de la red de distribución y la infraestructura de transportación. 

### Factores principales del despliegue
Los principales factores para el despliegue de electrocombustibles a escala comercial son:
- Desarrollo técnico y ampliación: la necesidad de ampliar la tecnología desde la actual escala de demostración al nivel de planta comercial pone de relieve la magnitud de los activos y las inversiones necesarias en una nueva cadena de valor (electrolizadores, captura de carbono, instalaciones de conversión de gas natural sintético y electrocombustibles).
- Horas de funcionamiento a plena carga: para funcionar de manera manejable y económicamente eficiente, las instalaciones de electrocombustibles deben tener capacidad para un funcionamiento sostenido durante un elevado número de horas a plena carga, a pesar de la probable intermitencia de un suministro de energía renovable.
- Accesibilidad de la energía renovable asequible: debido a las pérdidas de conversión, el precio de la electricidad es el principal determinante de los costos variables de la producción de electrocombustibles. El acceso a una fuente sostenible y asequible de energía renovable es esencial para el funcionamiento económicamente viable de una instalación de producción de electrocombustibles.

### Fábricas piloto
En 2023, la única fábrica en funciones era la que Porsche había financiado en Chile.